# Uppsala helgeandshus

Uppsala helgeandshus var ett helgeandshus i Uppsala beläget på platsen för nuvarande Fyristorg.
År 1292 testamenterade Magnus Johansson (Ängel) ett hus i Uppsala till inrättande av ett härbärge för de fattiga. Nya testamentsgåvor inkom till den planerade inrättningen 1296 och 1298. Under åren 1299–1302 lät Andreas And uppföra ett helgeandshus i tegel på en tomt som dels köpts från Sankt Pers kyrka och dels tillbytt sig mot en tomt som Nils Allesson testamenterat till helgeandshuset. År 1303 invigde ärkebiskopen ett altare i helgeandshuset till jungfru Marias, Sankt Nikolaus och Sankta Katarinas ära. Under 1473 eldhärjades husets kapell i samband med en stadsbrand. Åtminstone 1529, men troligen tidigare,  hade helgeandshuset även ett badhus nere vid Fyrisån.
År 1546 drogs helgeandshuset in till staten. Det är oklart när helgeandshuset revs, men åtminstone 1556 fanns det kvar, då Gustav Vasa gav de fattiga i hospitalet spannmålstionde eftersom hospitalet vid denna tid hade för lite pengar att försörja de intagna.
Hospitalskyrkan, som låg på andra sidan Fyrisån, kom däremot att stå kvar länge. Den skadades svårt vid 1702 års stadsbrand, men stod ännu kvar in på 1800-talet. I början av 1800-talet användes den för kasperteaterföreställningar.